# Чемпіонат світу з водних видів спорту 1998
Чемпіонат світу з водних видів спорту 1998 тривав з 8 до 17 січня 1998 року в Перті (Австралія). Програма змагань складалася з п'яти видів: плавання, стрибків у воду, водного поло, синхронного плавання та  плавання на відкритій воді. Основним місцем проведення змагань став Челлендж-Стедіум, де змагалися у всіх видах, окрім плавання на відкритій воді.
Майкл Клім став найкращим плавцем серед чоловіків. Він переміг на дистанціях 200 м вільним стилем, 100 м батерфляєм, в естафеті 4×200 м вільним стилем, естафеті 4×100 м комплексом, а ще здобув срібло на 100 м вільним стилем, в естафеті 4×100 м вільним стилем і бронзу на 50 м вільним стилем. Ян Торп став наймолодшим в історії чемпіоном світу серед чоловіків. Він виграв 400 м вільним стилем маючи 15 років і три місяці.

## Допінг
Під час звичайної митної перевірки багажу китайської плавчині Юань Юань виявлено таку кількість гормону росту людини, якої було б досить, щоб забезпечити всю жіночу збірну з плавання протягом усього чемпіонату. Але санкції за цей випадок було накладено лише на Юань. Ходили навіть розмови, що таку поблажливість до решти членкинь китайської збірної можна пояснити тим, що 1993 року саме Китай висунув Хуана Антоніо Самаранча на здобуття Нобелівської премії миру. Зроблені в Перті тести показали ще й наявність забороненого сечогінного маскувального засобу триамтерину в сечі чотирьох плавчинь Ван Луни, І Чжан, Хуейдзюе Цай і Вей Ван. Плавчинь відсторонили від змагань на два роки, а трьох пов'язаних з ними тренерів, Чжи Чена, Хюцінь Сюя і Чжи Чена, - на три місяці.

## Таблиця медалей
*   Країна-господарка ( Австралія)
| Місце               | Країна                      | Золото | Срібло | Бронза | Загалом |
| ------------------- | --------------------------- | ------ | ------ | ------ | ------- |
| 1                   | США                         | 17     | 6      | 9      | 32      |
| 2                   | Росія                       | 11     | 3      | 3      | 17      |
| 3                   | Австралія*                  | 7      | 8      | 10     | 25      |
| 4                   | КНР                         | 6      | 8      | 4      | 18      |
| 5                   | Україна                     | 3      | 1      | 0      | 4       |
| 6                   | Італія                      | 2      | 2      | 2      | 6       |
| 7                   | Німеччина                   | 1      | 7      | 6      | 14      |
| 8                   | Нідерланди                  | 1      | 4      | 3      | 8       |
| 9                   | Франція                     | 1      | 4      | 1      | 6       |
| 10                  | Угорщина                    | 1      | 1      | 2      | 4       |
| 11                  | Іспанія                     | 1      | 1      | 0      | 2       |
| 12                  | Коста-Рика                  | 1      | 0      | 0      | 1       |
| 12                  | Бельгія                     | 1      | 0      | 0      | 1       |
| 14                  | Японія                      | 0      | 4      | 4      | 8       |
| 15                  | Словаччина                  | 0      | 2      | 1      | 3       |
| 16                  | Канада                      | 0      | 1      | 3      | 4       |
| 17                  | Швеція                      | 0      | 1      | 1      | 2       |
| 18                  | Велика Британія             | 0      | 0      | 2      | 2       |
| 19                  | Союзна Республіка Югославія | 0      | 0      | 1      | 1       |
| 19                  | Аргентина                   | 0      | 0      | 1      | 1       |
| 19                  | Пуерто-Рико                 | 0      | 0      | 1      | 1       |
| Загалом (21 збірна) | Загалом (21 збірна)         | 53     | 53     | 54     | 160     |